# Universidade Federal da Bahia
A Universidade Federal da Bahia (UFBA) é uma instituição de ensino superior pública brasileira sediada em Salvador, município capital do estado da Bahia. Vinculada ao Ministério da Educação e mantida pelo Governo Federal do Brasil, possui regime jurídico de autarquia e abriga a mais antiga instituição de ensino superior do Brasil, a Escola de Cirurgia da Bahia fundada em 1808. Hoje, além das cinco primeiras Unidades Acadêmicas que se uniram sob Edgard Santos para formar a Universidade, há outras 27 Faculdades, Escolas e Institutos que ocupam quase 1% Salvador e outras duas em campi nas cidades de Vitória da Conquista e Camaçari.
É a mais influente universidade do estado da Bahia e uma das mais importantes no país de acordo com o Ministério da Educação. Em 2019, foi classificada pelo QS World University Rankings e pelo Center for World University Rankings como a terceira melhor universidade do Norte-Nordeste do país.
Atualmente é a quinta universidade federal com mais cursos no Brasil, sendo 133 opções de graduação, 123 na capital baiana, sete em Vitória da Conquista e três em Camaçari.

## História
A Universidade Federal da Bahia guarda a primeira instituição de ensino superior do país: a Escola de Cirurgia da Bahia (atualmente Faculdade de Medicina da Bahia), que foi fundada pelo Príncipe Regente Dom João VI após a família real portuguesa desembarcar em Salvador. Suas atividades iniciaram em 18 de fevereiro de 1808 e simbolizaram o início da independência científica e cultural do Brasil. Foi constituída formalmente como universidade em 8 de abril de 1946 através do Decreto-Lei 9 155 e se instala em 2 de julho do mesmo ano, quando a Faculdade de Medicina da Bahia e suas escolas anexas (Odontologia e Farmácia), foram integradas à Faculdade de Filosofia da Bahia, hoje Faculdade de Filosofia e Ciências Humanas, à Faculdade de Direito da Bahia, hoje Faculdade de Direito, à Escola Politécnica da Bahia, hoje Escola Politécnica, e à Escola Comercial da Bahia, hoje Faculdade de Ciências Econômicas.

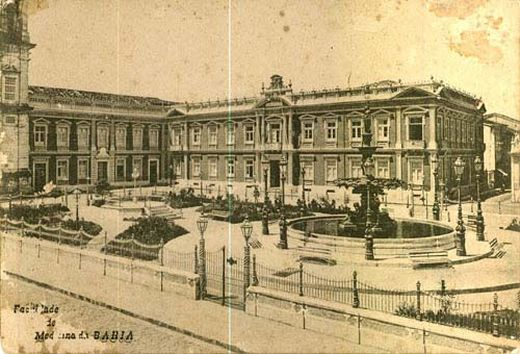
Faculdade de Medicina da Bahia no início do século XX.

Após a formação como Universidade, em 1946, teve como primeiro reitor o professor e médico Edgard Santos que, em regência situada no período imediato ao pós Segunda Guerra Mundial, foi o principal articulador do convite para que artistas e intelectuais da vanguarda europeia, então em dificuldades para encontrar trabalho por lá, ensinassem na UFBA.
Esta iniciativa foi decisiva para a formação de uma nova geração artístico-cultural na Bahia, que promoveria posteriormente as sublevações do Cinema Novo e da Tropicália com relevantes contribuições para a cultura nacional. A sua gestão ainda foi marcada pelas grandes estruturas físicas implementadas como os campi atuais, o Hospital Universitário, a Escola de Dança, a de Teatro e a de Música.
A instituição foi denominada Universidade da Bahia desde sua fundação em 1946 até 1950, nesse ano adotou a nomenclatura atual quando da federalização das unidades isoladas que compunham. Em 1952, o Brasão da Universidade foi criado pelo beneditino Paulo Lachenmayer, porém desenhado originalmente por Vitor Hugo Carneiro Lopes. Em 2008, em comemoração aos 200 anos da Escola de Cirurgia da Bahia, o Brasão foi alterado para incluir o ano de "1808".

## Expansão universitária
O antigo campus de Agronomia, em Cruz das Almas, foi cedido para a criação da então Universidade Federal do Recôncavo da Bahia, já o antigo campus (Reitor Edgard Santos) de Barreiras serviu de criação para a Universidade Federal do Oeste da Bahia. Em agosto de 2011, foi anunciada a implementação de um campus da UFBA em Camaçari, na Região Metropolitana de Salvador, e também está previsto a criação da Universidade Federal do Sudoeste da Bahia, a partir da estrutura já existente no campus Anísio Teixeira em Vitória da Conquista e a criação de um campus da UFBA no Subúrbio Ferroviário de Salvador e outro na Chapada Diamantina.

## Reconhecimento
A UFBA foi classificada no primeiro semestre de 2010, pelo Webometrics Ranking of World Universities, órgão da Espanha, bancado pela União Europeia e que avalia o volume do conteúdo da instituição na web e o impacto dessas publicações, como sendo a 16.ª universidade da América Latina, a 11.ª do Brasil, a sétima entre as universidades federais brasileiras e a 133.ª no quesito do volume de pesquisadores da universidade citados no Google Scholar.
Em 2013, o QS World University Rankings classificou a UFBA como a 11.ª melhor universidade federal brasileira, bem como a 18.ª melhor universidade do país, tendo ocupado a 58.ª entre as instituições da América Latina. Já em 2014, a UFBA caiu 15 posições no ranking das instituições da América Latina, ocupando o 73.º lugar. Nesse mesmo ano, em novo estudo, foi classificada pela Center for World University Rankings como a 17.ª no ranking nacional — entre 18 universidades brasileiras — e na 967.ª posição mundial, dentre as mil relatadas.
No ano de 2015, o QS World University Rankings classificou a UFBA em 62.º lugar entre as melhores da América Latina, elevando sua posição de 73.ª, em relação ao levantamento anterior e a décima entre as Universidades federais.
Em 2016, o Center for World University Rankings, avaliando mil universidades a partir de indicadores como a qualidade de ensino, qualidade do corpo acadêmico, empregabilidade de ex-alunos, citações de pesquisas e patentes, colocaram a UFBA como a melhor universidade do Norte-Nordeste e em 962.º lugar na lista mundial, assim como na 15.º posição no ranking nacional entre as 17 entidades melhor avaliadas no país. Na edição de 2018-2019, as posições foram a terceira melhor universidade do Norte-Nordeste, 20.ª nacionalmente e 985.ª no mundo.
| Classificador                             | Ano       | Mundo | América Latina | Brasil | Nordeste |
| ----------------------------------------- | --------- | ----- | -------------- | ------ | -------- |
| Webometrics Ranking of World Universities | 2008      | 751.ª | 18.ª           | —      | —        |
| Webometrics Ranking of World Universities | 2009      | 555.ª | 16.ª           | —      | —        |
| QS World University Rankings              | 2013      | —     | 58.ª           | 18.ª   | 2.ª      |
| QS World University Rankings              | 2014      | —     | 73.ª           | 18.ª   | 2.ª      |
| QS World University Rankings              | 2015      | —     | 62.ª           | 18.ª   | 2.ª      |
| QS World University Rankings              | 2016      | —     | 69.ª           | 18.ª   | 2.ª      |
| QS World University Rankings              | 2018      | —     | 66.ª           | 19.ª   | 3.ª      |
| Center for World University Rankings      | 2016      | 962.ª | —              | 15.ª   | 1.ª      |
| Center for World University Rankings      | 2018-2019 | 985.ª | —              | 20.ª   | 3.ª      |

## Estrutura

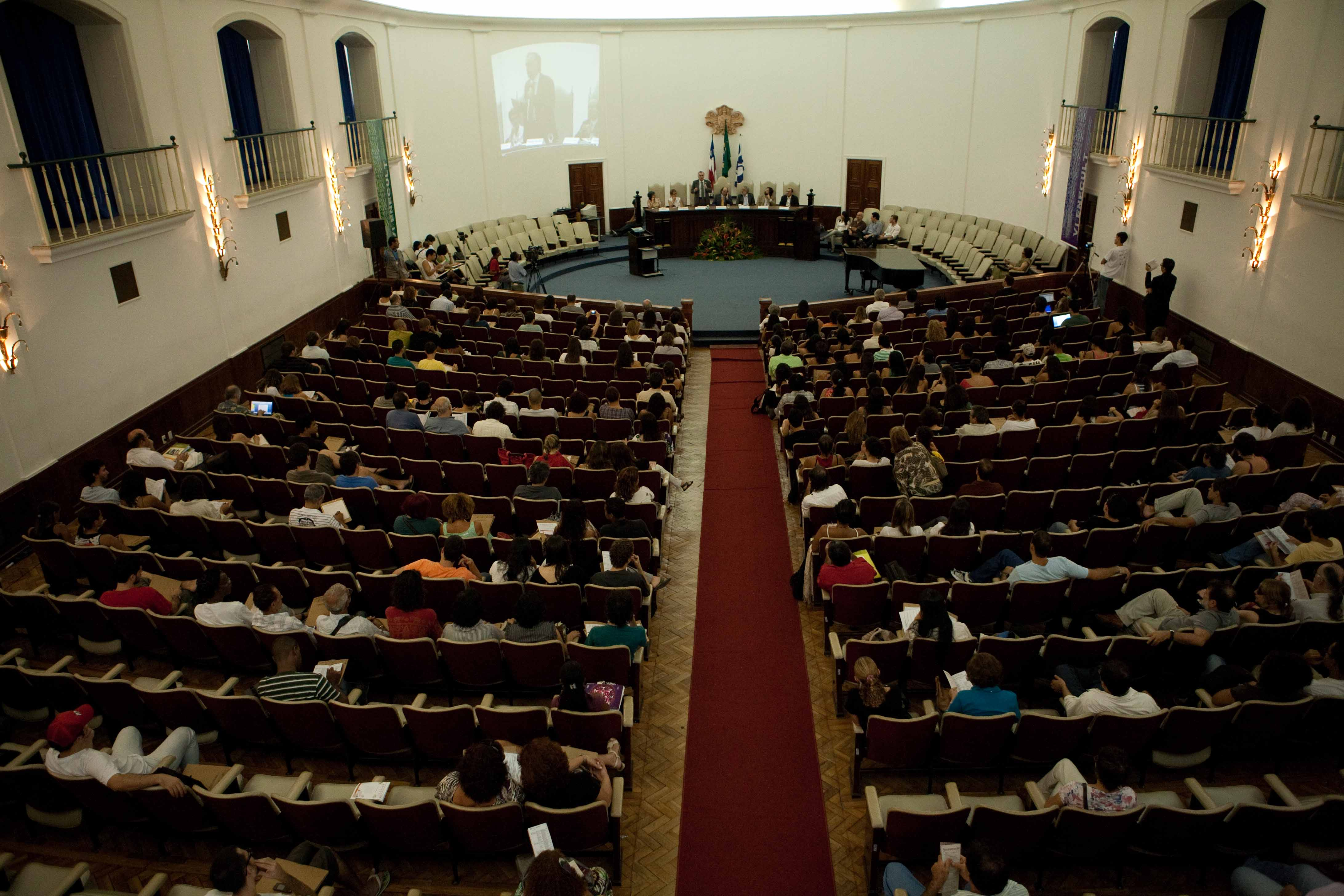
Salão Nobre da Universidade Federal da Bahia, no Palácio da Reitoria, em Salvador

### Estrutura administrativa

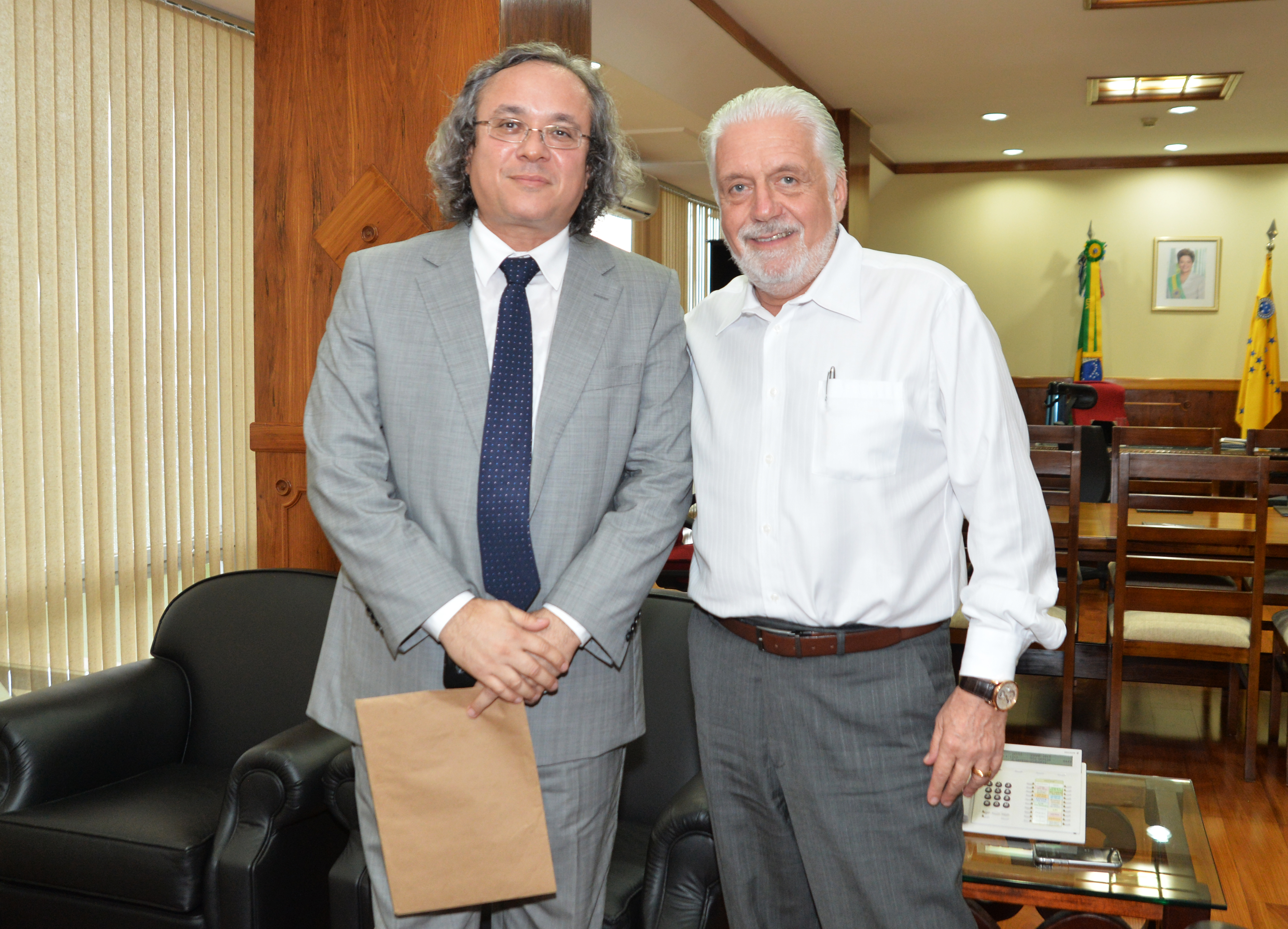
Então reitor da UFBA, Dr. João Carlos Salles (esquerda), com o então governador, hoje senador, Jaques Wagner

A UFBA é administrada pelos seguintes setores os quais têm por objetivo gerir a política universitária da instituição, a saber:
Conselhos superiores
- Conselho Universitário
- Conselho Superior de Ensino, Pesquisa e Extensão
- Conselho Acadêmico de Ensino
- Conselho Acadêmico de Pesquisa e Extensão
- Assembleia Universitária
- Conselho de Curadores

Administração central
- Reitoria
- Gabinete do Reitor
- Vice-Reitoria
- Pró-Reitoria de Ensino de Graduação
- Pró-Reitoria de Pesquisa, Criação e Inovação (PROPCI)
- Pró-Reitoria de Ensino de Pós Graduação (PROPG)
- Pró-Reitoria de Extensão
- Pró-Reitoria de Planejamento e Orçamento
- Pró-Reitoria de Administração
- Pró-Reitoria de Desenvolvimento de Pessoas
- Pró-Reitoria de Ações Afirmativas e Assistência Estudantil
- Superintendência de Administração Acadêmica (SUPAC)
- Superintendência de Meio Ambiente e Infraestrutura (SUMAI)
- Superintendência de Educação a Distância
- Superintendência de Avaliação e Desenvolvimento Institucional (SUPAD)
- Superintendência de Tecnologia da Informação (STI)
- Assessoria de Tecnologia da Informação
- Assessoria para Assuntos Internacionais
- Assessoria de Comunicação Institucional
- Ouvidoria Geral da UFBA
- Serviço de Informação ao Cidadão (SIC)

### Estrutura física
A UFBA, no passado, já esteve mais dispersa pelo estado da Bahia, tendo uma multicampia maior que a presente. A Universidade contava com campus em cidades como Cruz da Almas, onde estava localizada a Escola de Agronomia, que se sucedeu na Universidade Federal do Recôncavo da Bahia, e em Barreiras, com o Campus Reitor Edgar Santos, que se sucedeu na Universidade Federal do Oeste da Bahia. Atualmente, a UFBA segue com três campi:
- Salvador, dividido entre unidades dispersas, como a Faculdade de Economia, Campus Federação/Ondina e Campus Canela, onde está localizada a Reitoria
- Vitória da Conquista, com o Campus Anísio Teixeira; e
- Camaçari.

Já as unidades universitárias totalizam 34, e estão divididas em escolas, faculdades e institutos. Abaixo estão listadas:
Escolas
- Escola de Administração
- Escola de Belas Artes
- Escola de Dança
- Escola de Enfermagem

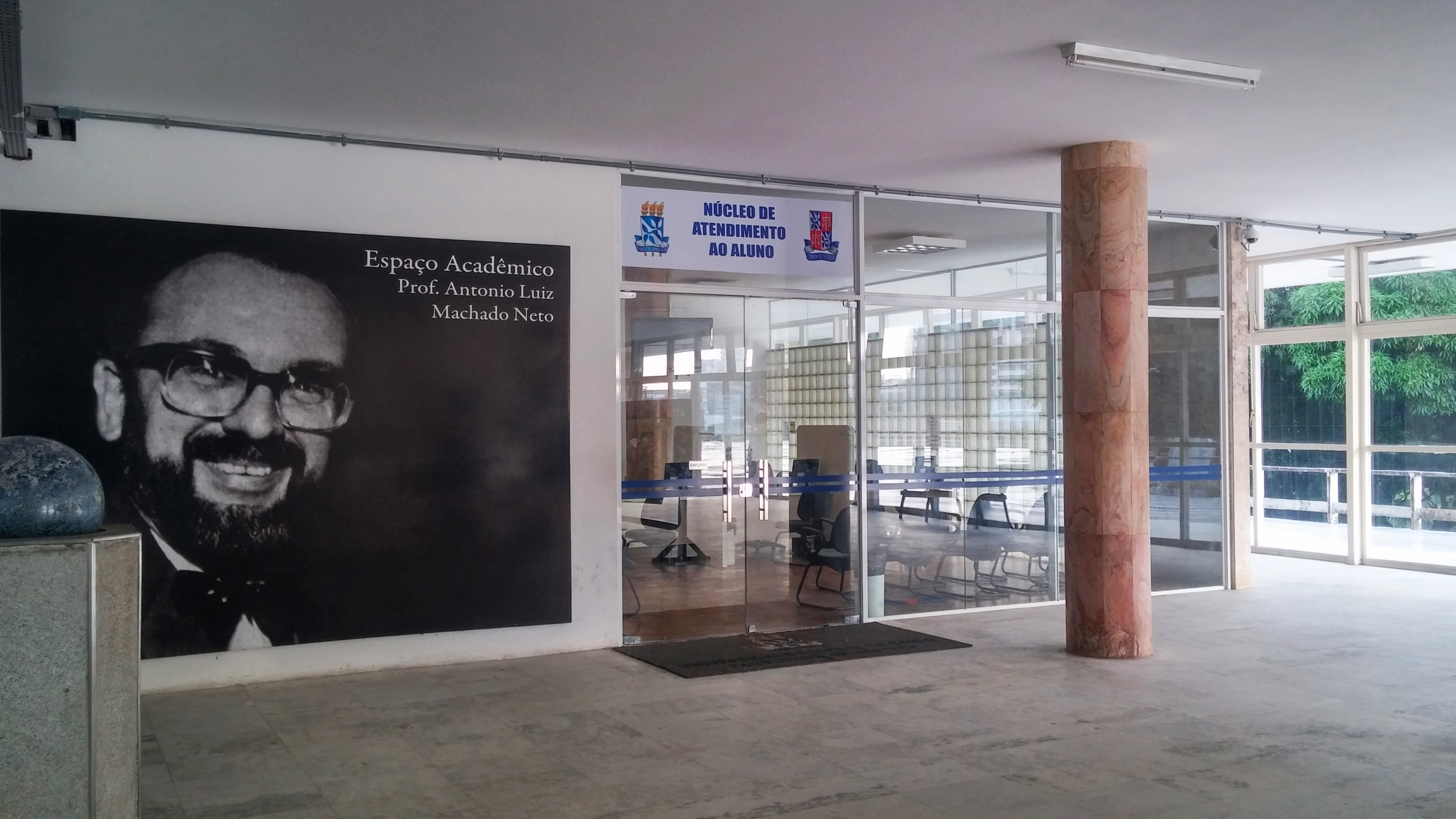
Núcleo de Atendimento ao Aluno da Faculdade de Direito da UFBA

- Escola de Medicina Veterinária e Zootecnia
- Escola de Música
- Escola de Nutrição
- Escola Politécnica
- Escola de Teatro

Faculdades
- Faculdade de Arquitetura
- Faculdade de Comunicação
- Faculdade de Ciências Contabéis
- Faculdade de Ciências Econômicas
- Faculdade de Direito
- Faculdade de Educação
- Faculdade de Farmácia

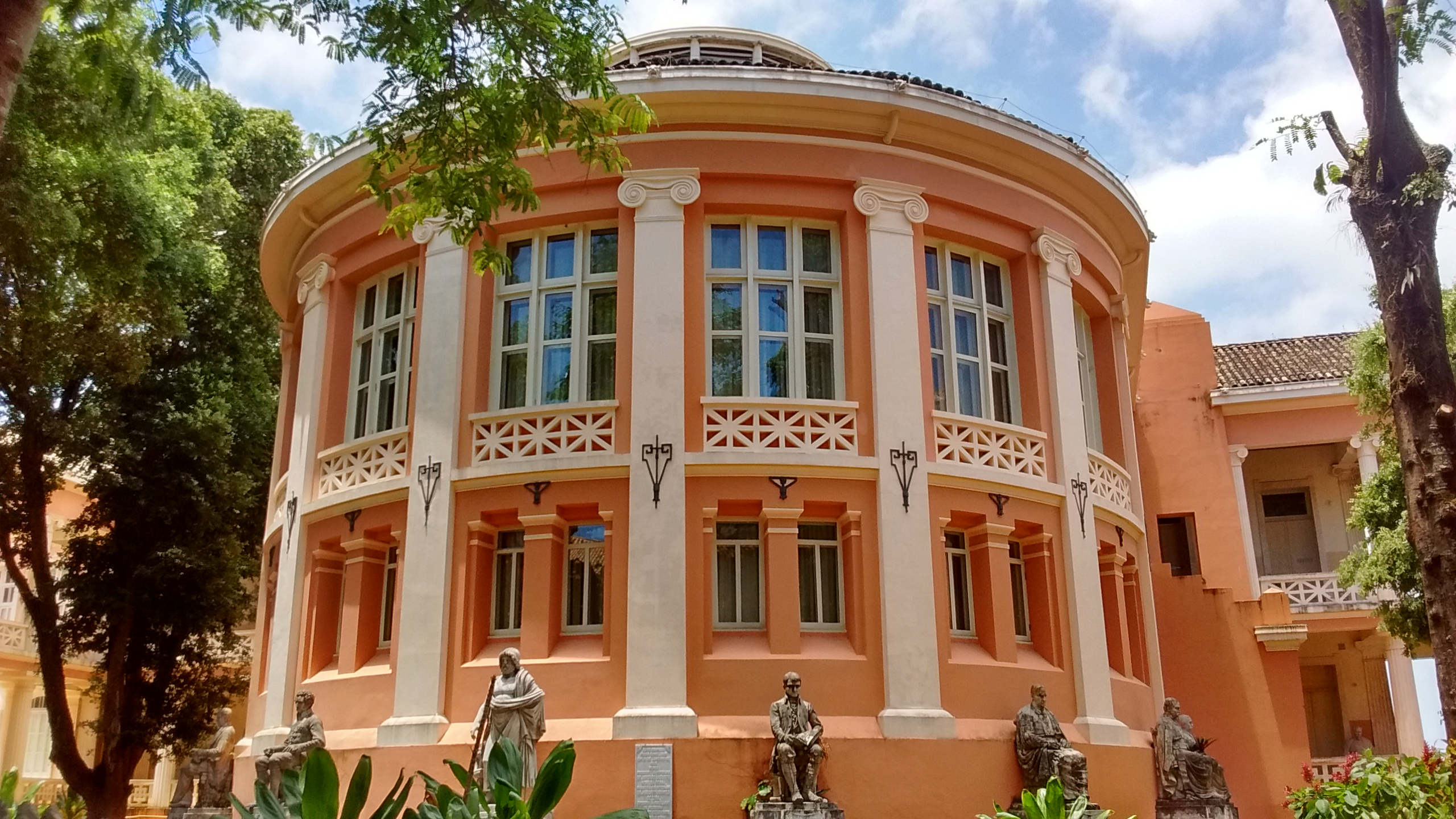
Área externa do anfiteatro da sede da Faculdade de Medicina da Bahia, no Terreiro de Jesus

- Faculdade de Filosofia e Ciências Humanas
- Faculdade de Medicina da Bahia
- Faculdade de Odontologia

Institutos
- Instituto de Biologia

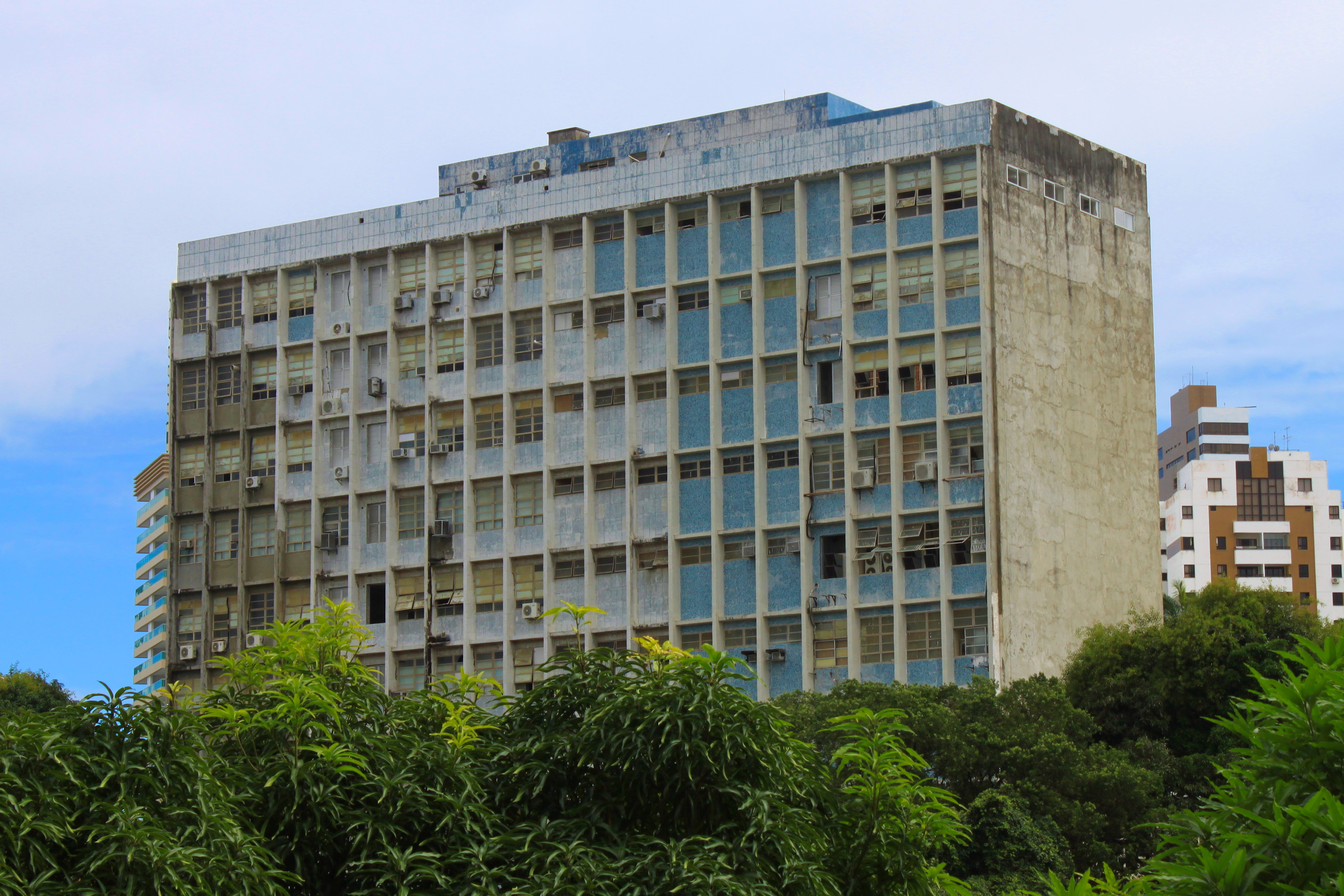
Faculdade de Odontologia

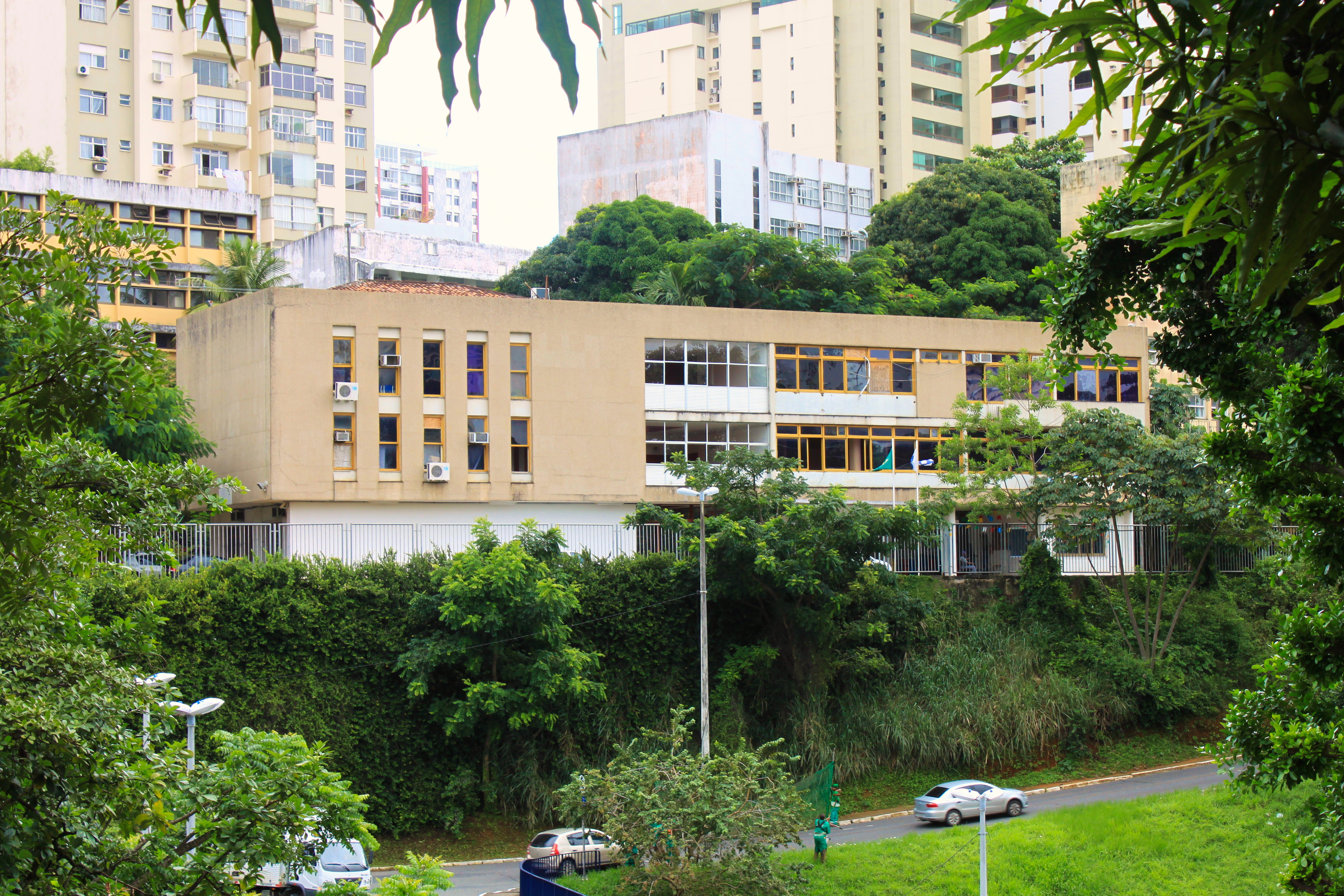
Instituto das Ciências da Informação da UFBA

- Instituto de Ciência da Informação
- Instituto de Ciências da Saúde
- Instituto de Ciência, Tecnologia e Inovação (localizado no Campus Camaçari)
- Instituto de Computação
- Instituto de Física
- Instituto de Geociências
- Instituto de Humanidades, Artes & Ciências Prof. Milton Santos
- Instituto de Letras
- Instituto de Matemática e Estatística
- Instituto Multidisciplinar de Reabilitação em Saúde
- Instituto Multidisciplinar em Saúde (localizado no Vitória da Conquista)
- Instituto de Psicologia e Serviço Social
- Instituto de Química
- Instituto de Saúde ColetivaMuseu de Arqueologia e Etnologia da UFBA

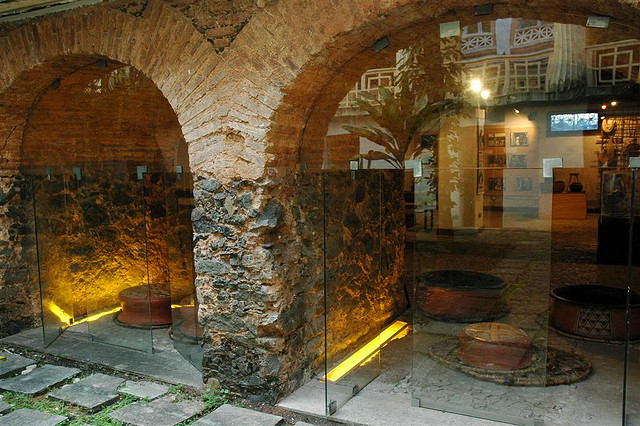
Museu de Arqueologia e Etnologia da UFBA

Além desses órgãos, há os órgãos suplementares, listados abaixo. Porém, alguns estão vinculados Unidades Acadêmica, como o NEIM e o CEAO que integram à Faculdade de Filosofia e Ciências Humanas.
- Sistema Universitário de Bibliotecas
- Sistema Universitário de Saúde
- Sistema Universitário de Museus
- Sistema Universitário Editorial
- Centro de Estudos Afro-Orientais (CEAO)
- Centro de Estudos Baianos (CEB)
- Centro de Estudos e Terapia de Abuso de Drogas (CETAD)
- Centro de Pesquisa em Geofísica e Geologia
- Centro de Recursos Humanos (CRH)
- Comissão Permanente de Pessoal Docente (CPPD)
- Coordenadoria de Controle Interno
- Escola Oficina de Salvador
- Laboratório de Humanidades Digitais da UFBA (LABHDUFBA)
- Memorial de Medicina
- Núcleo de Estudos Interdisciplinares sobre a Mulher (NEIM)
- Núcleo Interdisciplinar do Meio Ambiente (NIMA)
- Procuradoria Federal Junto à UFBA
- Secretaria dos Conselhos Superiores

Como equipamentos culturais há o Teatro Martim Gonçalves e a Sala de Arte da UFBA. Esta é uma sala de cinema localizada no Campus Canela, próximo a faculdade de Educação da UFBA. Possui uma sala de cinema aberta ao público geral e com descontos para alunos e professores da UFBA.

## Política de permanência
A Universidade Federal da Bahia conta com diferentes programas voltados para a melhoria da vida de seus discentes, especialmente através de programas de permanência estudantil para alunos de baixa renda. Dentre estes programas há os serviços, como transporte universitário gratuito, o BUZUFBA, o serviço de residência universitária e restaurantes universitários, e os auxílios, que são bolsas pagas em dinheiro que podem ser para custear moradia, transporte ou permanência de alunos que integram grupos minoritários, como aqueles com deficiência.

### BUZUFBA
O BUZUFBA é um serviço gratuito de transporte universitário que funciona desde de 2012. Ele circula fora e até dentro e dos campi da Universidade, a depender da rota. Seu objetivo é conectar diferentes pontos da UFBA.

### Unidades de moradias universitárias
A UFBA possuí, em Salvador, quatro complexos de moradias localizas ao redor dos campi da Universidade. São elas a Residência Universitária n.º 01, localizada em um casarão histórico no Corredor da Vitória; a Residência Universitária n.º 02, localizada no Largo da Vitória; a Residência Universitária n.º 03, que ficava localizada em um casarão no bairro do Canela, mas que teve sua estrutura comprometida e os discentes foram movidos para duas unidades alugadas no bairro da Graça; e a Residência Universitária Estudante Frederico Perez Rodrigues Lima, formada por um complexo de apartamentos divididos em três alas, na Av. Anita Garibaldi no bairro de Ondina.
O tempo de permanência nas unidades de moradia universitárias é equivalente até ao tempo máximo do curso indicado pelo respectivo código do Projeto Político-Pedagógico definido pela Pró-Reitoria de Graduação (PROGRAD) da UFBA.
Durante o tempo de permanência, os residentes são assistido por um auxílio pecuniário para custear café da manhã e ceia, contam com almoço e janta subsidiados pela Universidade no restaurante universitário e disponibilidade itinerário nas proximidades das Residências através do BUZUFBA, bem como o atendimento psicossocial, a gestão de saúde e orientação pedagógica aos residentes.

### Serviço de alimentação
A UFBA dispõe de quatro pontos de alimentação em Salvador. O Restaurante Universitário Manoel José de Carvalho, no Campus Federação/Ondina, onde a comida é preparada no local, e três Pontos de Distribuição de Alimento, onde a comida chega pronta e é distribuída, um nas Unidades de São Lázaro, um no Campus Canela e, atualmente fechado, na Residência Universitária n.º 01, no Corredor da Vitória.
Em Vitória da Conquista há um restaurante universitário.

## Forma de ingresso
A partir do primeiro semestre de 2014, os novos alunos que desejem ingressar nos os cursos de graduação da Universidade Federal da Bahia serão selecionados pelo Sistema de Seleção Unificada (SISU), após realizarem a prova do Exame Nacional do Ensino Médio (ENEM).  A decisão para a entrada da UFBA no sistema unificado do Ministério da Educação e Cultura (MEC) foi tomada em votação que aconteceu durante a reunião do Conselho Acadêmico de Ensino (CAE), realizada 19 de junho de 2013 na Sala dos Conselhos, na Reitoria da Universidade.
Os cursos que requerem comprovação de habilidade específica podem ter uma avaliação adicional, o que ainda está será analisado pelas respectivas unidades de ensino.  Desde 2009, a UFBA já adotava o ENEM como única prova de seleção aos Bacharelados Interdisciplinares (BI) e no vestibular 2013, já tinha adotado para a primeira fase dos Cursos de Progressão Linear (CPL), mas manteve seu processo seletivo para a segunda etapa.
Em 2014 a UFBA recebeu 129 mil inscritos para concorrer a 5 938 vagas disponíveis no primeiro semestre de 2014, ficando entre as cinco primeiras universidades com maior número de inscrições. Em 2015  outro recorde na Universidade: quase 200 mil inscritos concorrendo por 4564 vagas (número menor de vagas em relação a 2014).
Historicamente os cursos mais concorridos com as maiores notas de corte via SISU: medicina, engenharia mecânica, engenharia elétrica, engenharia civil, engenharia de computação, direito e engenharia química.

## Periódicos científicos
A UFBA editora os seguintes periódicos científicos:
- Afro-Ásia;
- Caderno CRH;[48][49]
- Estudos Linguísticos e Literários;
- GeoTextos;
- Organizações & Sociedade;
- Revista Baiana de Enfermagem;
- Revista GESTA;
- Revista Brasileira de Administração Política;
- Revista Brasileira de Direito Animal;
- Revista Brasileira de Psicologia;
- Revista Brasileira de Saúde e Produção Animal;[50]
- Revista de Ciências Médicas e Biológicas;
- Revista da Faculdade de Direito da UFBA.